# قلنسوي أبيض مصفر
قلنسوي أبيض مصفر (الاسم العلمي: Mycena flavoalba) هو نوع من الفطريات يتبع جنس القلنسوي من الفصيلة القلنسوية.